# 1263.
◄ | 12. stoljeće | 13. stoljeće | 14. stoljeće | ►
◄ | 1230-ih | 1240-ih | 1250-ih | 1260-ih | 1270-ih | 1280-ih | 1290-ih | ►
◄◄ | ◄ | 1260. | 1261. | 1262. | 1263. | 1264. | 1265. | 1266. | ► | ►►
Arhitektura • Astronomija • Glazba • Knjige • Književnost • Kršćanstvo • Medicina • Pravo • Promet • Znanost

## Događaji
- Početak vladavine kraljice Abeš Hatun u Perziji.

## Smrti
- 14. studenog – Aleksandar Nevski, ruski knez (* 1220.)
- Mindaugas (r. 1200.), jedini kralj srednjovjekovne Litve, te prvi poznati litvanski vladar.

## Vanjske poveznice
|  | Zajednički poslužitelj ima još gradiva o temi 1263. |